# علياء طوال
علياء طوال (من مواليد 1988) هي طيارة اردنية تعمل في الطيران التجاري. تعمل لدى الخطوط الجوية الملكية الأردنية. في عام 2016، تم تعيين الطوال كضابط في شركة الطيارين الشرفاء، ليصبح رابع أردني يحصل على هذا المنصب. وتعد أول أردنية تعمل في مجال قيادة الطائرات.

## المسيرة المهنية
استلهمت طوال فكرة أن تصبح طيارًا في سن السادسة عشر، وبدأت تعلم الطيران عام 2006، وتخرجت من أكاديمية أيلة للطيران في العقبة (المعروفة الآن بأكاديمية الخطوط الجوية للطيران). عملت كمدربة طيران في الأكاديمية لمدة ثلاث سنوات قبل الانضمام إلى الخطوط الجوية الملكية الأردنية كضابط أول لطائرة A320 في عام 2011، ثم كضابط أول لطائرة A330 عام 2016 قبل العودة إلى طائرة A320. كما أن الطوال هو حاكم القسم العربي من فرقة التسعينات، وقد أنشأت منحة دراسية تكريماً لإيفون ترومان، مؤسسة القسم وأول امرأة بحرينية تحصل على رخصة الطيران.
باعتبارها واحدة من الطيارات الأردنيات القليلات ورئيسة فرعها في منظمة نايتي ناين [الإنجليزية]، والذي يضم الطيار كارول ربادي، تدافع طوال عن المساواة بين الجنسين في العمل.

## الجوائز والترشيحات
- 2015: جائزة الإلهام، ناينتي ناينز[12]

## روابط خارجية
- نبذة عن علياء طوال - أرابيان ناينتي نينز
- الموقع الرسمي للخطوط الجوية الملكية الأردنية